# Уильямс, Том (футболист)
Томас Эндрю Уильямс (англ. Thomas Andrew Williams; 8 июля 1980, Каршелтон, Лондон, Великобритания) — английский и кипрский футболист, защитник. Сыграл 1 матч за сборную Кипра.

## Биография

### Клубная карьера
Большую часть своей карьеры Том Уильямс провёл выступая за различные клубы английской футбольной лиги. Первый профессиональный контракт игрок подписал в 2000 году с клубом английской Премьер-лиги «Вест Хэм Юнайтед», однако за основной состав команды не провёл ни одного матча. В 2001 году был отдан в аренду в клуб третьего дивизиона «Питерборо Юнайтед», за который сыграл в двух матчах. После окончания аренды подписал с «Питерборо» полноценный контракт. Следующие 10 лет сменил множество профессиональных английских клубов, при этом неоднократно возвращаясь в «Питерборо». В феврале 2014 года Уильямс перешёл в клуб из Вануату «Амикаль» в качестве усиления перед Лигой чемпионов. В 2016 году подписал контракт с клубом USL «Аризона Юнайтед», за который сыграл 6 матчей. Позже вернулся в Англию, где выступал за любительские клубы.

### Карьера в сборной
На международном уровне Уильямс мог выступать за сборную Кипра благодаря корням своей матери, однако сыграл за эту команду лишь один матч. 16 августа 2006 года он отыграл первый тайм в товарищеском матче со сборной Румынии.

## Личная жизнь
Женат на бывшей модели Николе Маклейн. У пары двое сыновей.